# Kryptoanarkism
Kryptoanarkism är en filosofi som framhäver användandet av stark asymmetrisk kryptering för att upprätthålla den personliga integriteten och den individuella friheten. Kryptoanarkister strävar mot användandet av kryptografisk mjukvara som kan användas för att undvika statlig massövervakning och andra trakasserier grundat på avlyssning av datornätverk eller andra typer av tekniska kommunikationsmedel.

## Motiv
- Möjligheten för utvecklandet av övervakningsmetoder, särskilt i samband med Internets popularisering, är större än någonsin. Den övervakning som NSA utför i USA på sina medborgare är ett exempel på övervakning i modern tid som väckt integritetsfrågan. Kryptoanarkister anser att utvecklingen och användningen av kryptografi är det främsta försvaret mot detta, istället för politisk aktion.
- Censur, särskilt på Internet, bör bekämpas med kryptering. Tor, I2P och Freenet är exempel på nätverk som tillåter folk att komma åt information helt anonymt, något som är till stor hjälp till bland annat politisk opposition i länder med begränsad åsiktsfrihet.
- Tor, ett system för ihopkopplade proxys för att göra identifiering av användarna näst intill omöjligt, sponsrades av United States Naval Research Laboratory och används delvis för anonym insamling av information.[1]
- Det finns många tekniska utmaningar i att utveckla dessa kryptografiska system, något som intresserar många programmerare.